# Lavezares
Lavezares ist eine philippinische Stadtgemeinde in der Provinz Northern Samar.
Die Gemeinde zeichnet sich durch ihre Lage am Pazifik aus, nahe der San-Bernardino-Straße, durch die die Seeschifffahrt zur Inselwelt der Visayas erhält. Durch die Fähre vom benachbarten Hafenort Allen nach Matnog auf der Halbinsel Sorsogon besteht eine Verkehrsverbindung nach Manila. Von Lavezares aus fahren täglich Boote auf die vorgelagerten Balicuatro Islands, die im Land- und Meeresschutzgebiet Biri Larosa Protected Landscape/Seascape liegen, mit der Hauptinsel Biri Island. In der Umgebung von Lavezares finden sich einige reizvolle Buchten und Strände, eine touristische Vermarktung besteht allerdings noch nicht.

## Baranggays
Lavezares ist politisch unterteilt in 26 Baranggays.
| - Balicuatro - Bani - Barobaybay - Caburihan (Pob.) - Caragas (Pob.) - Cataogan (Pob.) - Chansvilla - Datag - Enriqueta - Libas - Libertad - Macarthur - Magsaysay | - Maravilla - Ocad (Pob.) - Salvacion - San Agustin - San Isidro - San Jose - San Juan - San Miguel - To-og - Urdaneta - Villa - Villahermosa - Sabong-Tabok |